# Florian Luger
Florian Luger (nacido el 22 de mayo de 1994 en Viena) es un modelo de moda masculina austriaco.

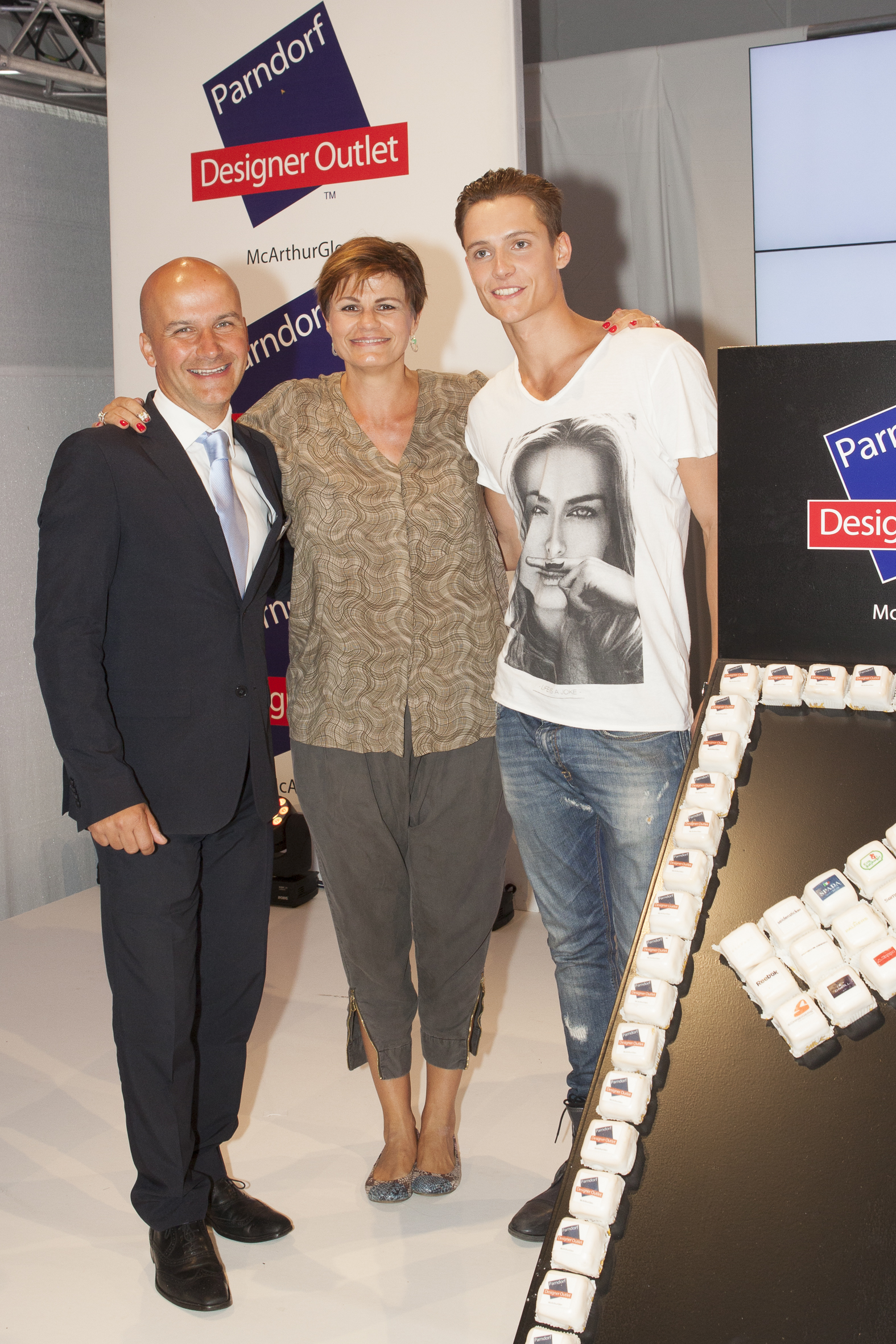
Florian Luger (derecha) en 2013

## Vida y el Trabajo
Luger, que descubrió en 2012 en la fase final del concurso Elite Model Look en Austria la que ganó. En enero del año siguiente Luger lo que en la pasarela de Semana de la Moda de Milán de Emporio Armani y en la primavera caminaba por Bottega Veneta, Prada y Gucci. Sirvió como la cara de la abertura de Valentino de ropa masculina. Se dirigió a Louis Vuitton, Dior Homme y Kris Van Assche. Más tarde, por lo que modeló para Fendi, la campaña de primavera / verano de 2014 para Dior Homme, y una campaña de Tiberio. Cuando se le preguntó acerca de las tendencias de la París hizo extremadamente delgadas modelos masculinos eran de la demanda, respondió lacónicamente, "yo no iría hambre de París."  Ha por lo tanto, caminado por Moncler Gamme Bleu, Salvatore Ferragamo, Calvin Klein, Dolce & Gabbana, Burberry, Jimmy Choo, Topman, y otras marcas.
Luger completado el servicio militar obligatorio y sus estudios en la universidad, graduándose en 2013. Está representado por las agencias Vista de administración, Elite Paris, Elite Londres, Elite Milán, Elite Copenhague, DNA Model Management, Stella Models, y Modelwerk.

## Premios
- 2012 Elite Model Look, ganador de Austria definitiva
- 2014 Fashion Award Viena para el mejor modelo[4]